# Elecciones regionales de Arequipa de 2010
Las elecciones regionales de Arequipa de 2010 se llevaron a cabo el 3 de octubre de 2010 para elegir al presidente regional, al vicepresidente regional y al Consejo Regional para el periodo 2011-2015. La elección se celebró simultáneamente con elecciones regionales y municipales (provinciales y distritales) en todo el Perú.
Juan Guillén Benavides postuló a la reelección por la coalición Alianza por Arequipa (conformada por Arequipa Tradición y Futuro, Concertación en Pro de una Misión Sostenible y el Partido Nacionalista Peruano) y obtuvo la victoria con un 31.55% de votos. No obstante, pese a ser la fuerza más votada en la región, perdió la mayoría absoluta que ostentaba en el Consejo Regional.
Hasta la actualidad, Guillén es el único político arequipeño en ser elegido para dos mandatos en el gobierno regional.

## Sistema electoral
El Gobierno Regional de Arequipa es el órgano administrativo y de gobierno del departamento de Arequipa. Está compuesto por el gobernador regional, el vicegobernador regional y el Consejo Regional.
La votación se realiza en base al sufragio universal, que comprende a todos los ciudadanos nacionales mayores de dieciocho años, empadronados y residentes en el departamento de Arequipa y en pleno goce de sus derechos políticos.
El presidente y vicepresidente regional son elegidos por sufragio directo. Para que un candidato sea proclamado ganador debe obtener no menos de 30 % de votos válidos. En caso ningún candidato logre ese porcentaje en la primera vuelta electoral, los dos candidatos más votados participan en una segunda vuelta o balotaje.
El Consejo Regional de Arequipa está compuesto por 8 consejeros elegidos por sufragio directo para un período de cuatro (4) años. La votación es por lista cerrada y bloqueada. Cada provincia del departamento de Arequipa constituye una circunscripción electoral. Se asigna a la lista ganadora los escaños según el método d'Hondt. La distribución y el número de consejeros regionales es la siguiente:
| Circunscripción                                                              | Escaños | Mapa |
| ---------------------------------------------------------------------------- | ------- | ---- |
| Arequipa, Camaná, Caravelí, Castilla, Caylloma, Condesuyos, Islay y La Unión | 1       |      |

## Composición del Consejo Regional de Arequipa
La siguiente tabla muestra la composición del Consejo Regional de Arequipa antes de las elecciones.
| Partidos | Partidos                    | Consejeros |
| -------- | --------------------------- | ---------- |
|          | Arequipa Tradición y Futuro | 6          |
|          | Fuerza Democrática          | 2          |
|          | Partido Aprista Peruano     | 1          |

## Partidos y candidatos
A continuación se muestra una lista de los principales partidos y alianzas electorales que participaron en las elecciones:
| Candidatura | Candidatura  | Partidos y alianzas | Candidato | Candidato                   | Ideología                                                                | Resultado previo | Resultado previo | Ref. |
| Candidatura | Candidatura  | Partidos y alianzas | Candidato | Candidato                   | Ideología                                                                | Votos (%)        | Con.             | Ref. |
| ----------- | ------------ | --- | --------- | --------------------------- | ------------------------------------------------------------------------ | ---------------- | ---------------- | ---- |
|             | AxA          | Lista - Alianza por Arequipa (AxA) – Arequipa Tradición y Futuro (ATF) – Concertación en Pro de una Misión Sostenible (Concertación) – Partido Nacionalista Peruano (PNP) |           | Juan Guillén Benavides      | Regionalismo arequipeño Socialismo democrático Nacionalismo de izquierda | 44.22%           | 6                |      |
|             | APRA         | Lista - Partido Aprista Peruano (APRA) |           | Luis Zúñiga Rosas           | Aprismo                                                                  | 17.14%           | 0                |      |
|             | UPP          | Lista - Unión por el Perú (UPP) |           | Natalio Medina Muñoz        | Nacionalismo de izquierda Socialdemocracia                               | 3.41%            | 0                |      |
|             | León del Sur | Lista - Movimiento Independiente León del Sur (León del Sur) |           | Jaime Mujica Calderón       | Regionalismo arequipeño                                                  | 1.15%            | 0                |      |
|             | Sí Cumple    | Lista - Agrupación Independiente Sí Cumple (Sí Cumple) |           | Juan Torreblanca de Velasco | Fujimorismo Populismo de derecha                                         | 1.09%            | 0                |      |
|             | PPC          | Lista - Partido Popular Cristiano (PPC) |           | Ronald Cervantes García     | Democracia cristiana Conservadurismo social Liberalismo económico        | Nuevo            | Nuevo            |      |
|             | SP           | Lista - Somos Perú (SP) |           | Mario Zúñiga Martínez       | Democracia cristiana Conservadurismo social                              | Nuevo            | Nuevo            |      |
|             | PP           | Lista - Perú Posible (PP) |           | José Málaga Málaga          | Socioliberalismo Democracia liberal Tercera vía                          | Nuevo            | Nuevo            |      |
|             | MNI          | Lista - Movimiento Nueva Izquierda (MNI) |           | José Villafuerte Charca     | Marxismo-leninismo Mariateguismo Socialismo democrático                  | Nuevo            | Nuevo            |      |
|             | APP          | Lista - Alianza para el Progreso (APP) |           | Akira Kosaka Masuno         | Liberalismo económico Conservadurismo liberal Populismo de derecha       | Nuevo            | Nuevo            |      |
|             | RN           | Lista - Restauración Nacional (RN) |           | Nicomedes Ríos Larrea       | Liberalismo económico Humanismo cristiano Evangelismo                    | Nuevo            | Nuevo            |      |
|             | JxS          | Lista - Juntos por el Sur (JxS) |           | Javier Ísmodes Talavera     | Regionalismo arequipeño                                                  | Nuevo            | Nuevo            |      |
|             | DECIDE       | Lista - Democracia Cívica para el Desarrollo (DECIDE) |           | Enrique Valenzuela Valencia | Regionalismo arequipeño                                                  | Nuevo            | Nuevo            |      |
|             | AR           | Lista - Arequipa Renace (AR) |           | Gustavo Rondón Fundinaga    | Regionalismo arequipeño                                                  | Nuevo            | Nuevo            |      |
|             | FA           | Lista - Fuerza Arequipeña (FA) |           | Marco Falconí Picardo       | Regionalismo arequipeño                                                  | Nuevo            | Nuevo            |      |
|             | ARP          | Lista - Arequipa Primero (ARP) |           | Yamel Romero Peralta        | Regionalismo arequipeño                                                  | Nuevo            | Nuevo            |      |
|             | MEA          | Lista - Movimiento Etnocacerista Arequipa (MEA) |           | Fausto Manrique Rivera      | Etnocacerismo Regionalismo arequipeño                                    | Nuevo            | Nuevo            |      |
|             | FMS          | Lista - Frente de Movilización Social (FMS) |           | Luis Calderón Lindo         | Regionalismo arequipeño                                                  | Nuevo            | Nuevo            |      |

## Sondeos de opinión
La siguiente tabla enumera las estimaciones de la intención de voto en orden cronológico inverso, mostrando las más recientes primero y utilizando las fechas en las que se realizó el trabajo de campo de la encuesta. Cuando se desconocen las fechas del trabajo de campo, se proporciona la fecha de publicación.
Leyenda:
     Sondeo realizado en el periodo de prohibición legal de la difusión de sondeos de intención de voto.

### Intención de voto
La siguiente tabla enumera las estimaciones ponderadas (sin incluir votos en blanco y nulos) de la intención de voto.
|                               |             |   |      |      |      |     |     |      |  |  |  |  |  |
| Elecciones regionales de 2010 | 3 oct 2010  | — | 31.5 | 21.7 | 19.7 | 6.2 | 2.9 | 9.8  |  |  |  |  |  |
|                               |             |   |      |      |      |     |     |      |  |  |  |  |  |
| Ipsos Apoyo/América           | 3 oct 2010  | ? | 31.5 | 22.4 | –    | –   | –   | 9.1  |  |  |  |  |  |
| Ipsos Apoyo/América           | 3 oct 2010  | ? | 36.1 | 21.8 | –    | –   | –   | 14.3 |  |  |  |  |  |
| Ipsos Apoyo/El Comercio       | 27 sep 2010 | ? | 30.0 | 18.0 | –    | –   | –   | 12.0 |  |  |  |  |  |
| CPI                           | 26 sep 2010 | ? | 34.5 | 25.0 | 19.1 | –   | –   | 9.5  |  |  |  |  |  |

## Resultados

### Gobierno Regional de Arequipa
|                      | Juan Guillén Benavides      | Alianza por Arequipa (ATF–Concertación–PNP)          | 203,302 | 31.55 |  |  |  |
|                      | Marco Falconí Picardo       | Fuerza Arequipeña (FA)                               | 139,616 | 21.66 |  |  |  |
|                      | Gustavo Rondón Fundinaga    | Arequipa Renace (AR)                                 | 126,660 | 19.65 |  |  |  |
|                      | Javier Ísmodes Talavera     | Juntos por el Sur (JxS)                              | 39,685  | 6.16  |  |  |  |
|                      | Luis Calderón Lindo         | Frente de Movilización Social (FMS)                  | 18,483  | 2.87  |  |  |  |
|                      | Luis Zúñiga Rosas           | Partido Aprista Peruano (APRA)                       | 18,151  | 2.82  |  |  |  |
|                      | Yamel Romero Peralta        | Arequipa Primero (ARP)                               | 17,971  | 2.79  |  |  |  |
|                      | Enrique Valenzuela Valencia | Democracia Cívica para el Desarrollo (DECIDE)        | 16,667  | 2.59  |  |  |  |
|                      | Jaime Mujica Calderón       | Movimiento Independiente León del Sur (León del Sur) | 12,969  | 2.01  |  |  |  |
|                      | Akira Kosaka Masuno         | Alianza para el Progreso (APP)                       | 9,017   | 1.40  |  |  |  |
|                      | Fausto Manrique Rivera      | Movimiento Etnocacerista Arequipa (MEA)              | 7,827   | 1.21  |  |  |  |
|                      | Nicomedes Ríos Larrea       | Restauración Nacional (RN)                           | 6,406   | 0.99  |  |  |  |
|                      | Ronald Cervantes García     | Partido Popular Cristiano (PPC)                      | 5,365   | 0.83  |  |  |  |
|                      | Natalio Medina Muñoz        | Unión por el Perú (UPP)                              | 5,208   | 0.81  |  |  |  |
|                      | José Málaga Málaga          | Perú Posible (PP)                                    | 5,165   | 0.80  |  |  |  |
|                      | José Villafuerte Charca     | Movimiento Nueva Izquierda (MNI)                     | 4,855   | 0.75  |  |  |  |
|                      | Mario Zúñiga Martínez       | Somos Perú (SP)                                      | 4,176   | 0.65  |  |  |  |
|                      | Juan Torreblanca de Velasco | Sí Cumple (Sí Cumple)                                | 2,942   | 0.46  |  |  |  |
|                      |                             |                                                      |         |       |  |  |  |
| Total                | Total                       | Total                                                | 644,465 |       |  |  |  |
|                      |                             |                                                      |         |       |  |  |  |
| Votos válidos        | Votos válidos               | Votos válidos                                        | 644,465 | 82.89 |  |  |  |
| Votos en blanco      | Votos en blanco             | Votos en blanco                                      | 77,724  | 10.00 |  |  |  |
| Votos nulos          | Votos nulos                 | Votos nulos                                          | 55,284  | 7.11  |  |  |  |
| Votos emitidos       | Votos emitidos              | Votos emitidos                                       | 777,473 | 88.43 |  |  |  |
| Abstenciones         | Abstenciones                | Abstenciones                                         | 101,703 | 11.57 |  |  |  |
| Votantes registrados | Votantes registrados        | Votantes registrados                                 | 879,176 |       |  |  |  |
|                      |                             |                                                      |         |       |  |  |  |
| Fuente:              |                             |                                                      |         |       |  |  |  |

### Consejo Regional de Arequipa

#### Sumario general
|                        |                                                      |              |              |              |         |         |  |
| Partidos y coaliciones | Partidos y coaliciones                               | Voto popular | Voto popular | Voto popular | Escaños | Escaños |  |
| Partidos y coaliciones | Partidos y coaliciones                               | Votos        | %            | ±pp          | Total   | +/−     |  |
|                        | Arequipa Renace (AR)                                 | 143,858      | 26.22        | Nuevo        | 3       | +3      |  |
|                        | Fuerza Arequipeña (FA)                               | 120,903      | 22.04        | +2.03        | 1       | –1      |  |
|                        | Alianza por Arequipa (ATF–Concertación–PNP)          | 120,315      | 21.93        | –22.29       | 3       | –3      |  |
|                        | Partido Aprista Peruano (APRA)                       | 30,513       | 5.56         | –11.58       | 0       | –1      |  |
|                        | Democracia Cívica para el Desarrollo (DECIDE)        | 25,290       | 4.61         | Nuevo        | 0       | ±0      |  |
|                        | Arequipa Primero (ARP)                               | 24,019       | 4.38         | Nuevo        | 0       | ±0      |  |
|                        | Frente de Movilización Social (FMS)                  | 13,721       | 2.50         | Nuevo        | 0       | ±0      |  |
|                        | Alianza para el Progreso (APP)                       | 11,344       | 2.07         | Nuevo        | 0       | ±0      |  |
|                        | Movimiento Independiente León del Sur (León del Sur) | 10,866       | 1.98         | +0.83        | 0       | ±0      |  |
|                        | Restauración Nacional (RN)                           | 10,195       | 1.86         | Nuevo        | 0       | ±0      |  |
|                        | Somos Perú (SP)                                      | 9,362        | 1.71         | n/a          | 1       | +1      |  |
|                        | Perú Posible (PP)                                    | 9,277        | 1.69         | n/a          | 0       | ±0      |  |
|                        | Partido Popular Cristiano (PPC)                      | 8,430        | 1.54         | Nuevo        | 0       | ±0      |  |
|                        | Movimiento Nueva Izquierda (MNI)                     | 7,170        | 1.31         | n/a          | 0       | ±0      |  |
|                        | Sí Cumple (Sí Cumple)                                | 3,399        | 0.62         | –0.47        | 0       | ±0      |  |
|                        |                                                      |              |              |              |         |         |  |
| Total                  | Total                                                | 548,662      |              |              | 8       | ±0      |  |
|                        |                                                      |              |              |              |         |         |  |
| Votos válidos          | Votos válidos                                        | 548,662      | 70.57        | –20.81       |         |         |  |
| Votos en blanco        | Votos en blanco                                      | 178,719      | 22.99        | +20.80       |         |         |  |
| Votos nulos            | Votos nulos                                          | 50,092       | 6.44         | +0.01        |         |         |  |
| Votos emitidos         | Votos emitidos                                       | 777,473      | 88.43        | –0.67        |         |         |  |
| Abstenciones           | Abstenciones                                         | 101,703      | 11.57        | +0.67        |         |         |  |
| Votantes registrados   | Votantes registrados                                 | 879,176      |              |              |         |         |  |
|                        |                                                      |              |              |              |         |         |  |
| Fuente:                |                                                      |              |              |              |         |         |  |

#### Resultados por provincia
| Provincia  | AR       | AR   | FA   | FA   | AxA  | AxA  | APRA | APRA | DECIDE | DECIDE | ArP  | ArP | FMS | FMS | APP | APP | León | León | RN  | RN  | SP   | SP  |   |
| Provincia  | %        | E    | %    | E    | %    | E    | %    | E    | %      | E      | %    | E   | %   | E   | %   | E   | %    | E    | %   | E   | %    | E   |   |
| ---------- | -------- | ---- | ---- | ---- | ---- | ---- | ---- | ---- | ------ | ------ | ---- | --- | --- | --- | --- | --- | ---- | ---- | --- | --- | ---- | --- | - |
| Provincia  | Arequipa | 30.2 | 1    | 23.4 | –    | 21.9 | –    | 3.4  | –      | 3.6    | –    | 3.9 | –   | 2.6 | –   | 1.6 | –    | 1.9  | –   | 2.2 | –    | 1.0 | – |
| Camaná     | 1.7      | –    | 22.4 | –    | 26.5 | 1    | 26.4 | –    | 10.6   | –      | 2.7  | –   | 2.9 | –   | 1.8 | –   |      |      |     |     | 0.6  | –   |   |
| Caravelí   | 1.5      | –    | 33.4 | 1    | 19.9 | –    | 12.5 | –    | 1.9    | –      | 14.7 | –   | 2.3 | –   | 0.7 | –   | 0.9  | –    | 4.5 | –   |      |     |   |
| Castilla   | 23.0     | 1    | 22.9 | –    | 17.2 | –    | 13.5 | –    | 2.0    | –      | 7.1  | –   | 0.5 | –   | 1.5 | –   | 3.6  | –    | 1.0 | –   |      |     |   |
| Caylloma   | 22.3     | 1    | 5.5  | –    | 22.1 | –    | 5.1  | –    | 17.9   | –      | 2.0  | –   | 2.2 | –   | 4.1 | –   | 6.9  | –    |     |     | 0.6  | –   |   |
| Condesuyos | 7.5      | –    | 28.6 | –    | 38.9 | 1    | 4.9  | –    | 5.8    | –      | 2.6  | –   | 1.4 | –   | 1.8 | –   | 0.5  | –    | 0.3 | –   |      |     |   |
| Islay      | 8.1      | –    | 10.1 | –    | 15.9 | –    | 12.0 | –    | 2.1    | –      | 12.7 | –   | 2.6 | –   | 8.6 | –   |      |      |     |     | 19.9 | 1   |   |
| La Unión   | 0.8      | –    | 19.0 | –    | 29.4 | 1    | 14.7 | –    | 6.9    | –      | 0.3  | –   | 2.9 | –   | 3.1 | –   |      |      |     |     |      |     |   |
| Total      | 26.2     | 3    | 22.0 | 1    | 21.9 | 3    | 5.6  | –    | 4.6    | –      | 4.4  | –   | 2.5 | –   | 2.1 | –   | 2.0  | –    | 1.9 | –   | 1.7  | 1   |   |

### Autoridades electas
| Cargo                                           | Autoridad electa | Autoridad electa             | Partido político | Partido político                                    |
| ----------------------------------------------- | ---------------- | ---------------------------- | ---------------- | --------------------------------------------------- |
| Presidente Regional de Arequipa                 |                  | Juan Guillén Benavides       |                  | Alianza por Arequipa (Arequipa Tradición y Futuro)  |
| Vicepresidente Regional de Arequipa             |                  | Walter Aguirre Abuhadba      |                  | Alianza por Arequipa (Partido Nacionalista Peruano) |
| Consejero Regional de Arequipa (por Arequipa)   |                  | Henrry Ibañez Barreda        |                  | Arequipa Renace                                     |
| Consejera Regional de Arequipa (por Camaná)     |                  | Yamila Osorio Delgado        |                  | Alianza por Arequipa (Arequipa Tradición y Futuro)  |
| Consejero Regional de Arequipa (por Caravelí)   |                  | José Cárcamo Neyra           |                  | Fuerza Arequipeña                                   |
| Consejero Regional de Arequipa (por Castilla)   |                  | Leopoldo Bellido Téllez      |                  | Arequipa Renace                                     |
| Consejero Regional de Arequipa (por Caylloma)   |                  | Alejandro Díaz Zeballos      |                  | Arequipa Renace                                     |
| Consejera Regional de Arequipa (por Condesuyos) |                  | María Fernandez Mogrovejo    |                  | Alianza por Arequipa (Arequipa Tradición y Futuro)  |
| Consejero Regional de Arequipa (por Islay)      |                  | Hernán Gutiérrez Sobarzo     |                  | Somos Perú                                          |
| Consejera Regional de Arequipa (por La Unión)   |                  | Julia Aranzamendi Ninacondor |                  | Alianza por Arequipa (Arequipa Tradición y Futuro)  |